# آلساندرو گالیله
 آلساندرو گالیله (انگلیسی: Alessandro Galilei؛ ۲۵ اوت ۱۶۹۱ – ۲۱ دسامبر ۱۷۳۷) یک ریاضی‌دان و معمار اهل ایتالیا بود.